# Ahmed Belkacem Zayani
Pour les articles homonymes, voir Zayani.
Ahmed Belkacem Zayani Al Mansouri Al Maknassi, natif de Khénifra (1897-1965), est écrivain et poète marocain.
Issu d'une famille de religieux, originaire des chorfa Hassanyine Idrisside de la tribu  des Mansouryines d'Oulad Abou Abdellah Ben Mohamed à 35 km de Kénitra, son père venu s'installer à Meknès pour servir dans l'armée du sultan alaouite Moulay Abderrahmane (1822-1859). Neveu de Moulay Slimane. Il s'est distingué par son opposition au Dahir berbère du 16 mai 1930,cette opposition prend sources dans son education islamique puisqu'il était disciple d'Abou Chouaïb Doukkali et Mohammed Belarbi Alaoui deux fervents salafistes issus de l'Université Al Quaraouiyine.

## Biographie
Né et grandit dans les montagnes  de Khénifra au cœur du Moyen Atlas en 1897 comme il rapporte dans sa biographie Kabaa Al Anbar, meurt à Oued Zem en 1965 (ou 1964 ?) où il exerça la fonction de Cadi lors de la colonisation française.